# Валєєва Бану Нургаліївна
Бану Нургаліївна Валєєва (14 грудня 1914 року, село Шамбулихчі Казанської губернії — 24 лютого 2003 року, Уфа) — радянська башкирська оперна співачка (лірико-колоратурне сопрано), педагог, громадська діячка. Народна артистка РРФСР (1955) і Башкирської АССР (1947), заслужена артистка РРФСР (1949) і БАССР (1942). Депутатка Верховної Ради БАССР другого, третього і четвертого скликань.

## Біографія
Валєєва Бану Нургаліївна народилася 14 грудня 1914 року в селі Шамбулихчі Казанської губернії (нині Апастовський район Татарстану)
Її батьки добре співали, батько грав на мандоліні. В юності Бану проявила музичні здібності і гнучкість голосу, виконуючи пісні узун-кюй (багато орнаментовані мелизмами протяжні народні пісні). По закінченні школи Бану Валєєва вступила до Казанського музичного технікуму, де викладав композитор Султан Габяші. Там вона познайомилася з башкирським співаком і композитором Газізом Альмухаметовим. За його сприяння і за порадою свого двоюрідного брата Фахрі Насретдінова (згодом відомого співака, якого ще називали «татарським Лемешевим») Бану вирушила до Москви, де вступила до Башкирської оперної студії при Московській державній консерваторії імені Петра Чайковського.
Після закінчення Башкирської студії при Московській консерваторії (1938; клас Є. А. Мількович) до 1966 року — солістка Башкирського державного театру опери та балету, з 1961 року — викладачка Уфимського училища мистецтв, а в 1969—1998 роках — педагог УДІМ.
У період з 1947 по 1963 роки обиралася депутатом Верховної Ради Башкирської АРСР. Член КПРС з 1953 року.
Одна з провідних майстрів башкирського оперного виконавства. Мала сріблясто-дзвінкий, ніжний голосом теплого тембру, рівний у всіх регістрах, винятковою музичністю, сценічною привабливістю. Виступала із співаками Н. К. Даутовим, С. Я. Лемешевым, П. Г. Лисицианом, Ф. Х. Насретдіновим.
Гастролювала містами Радянського Союзу, Бірми, Індії та Непалу.
У 1966 році Бану Нургаліївна завершила виконавську кар'єру і пішла у педагоги. До 1998 року викладала в Уфимському державному інституті мистецтв (Уфимская державна академія мистецтв імені Загира Ісмагілова).

## Учні
У Бану Валєєвій навчалися майстри мистецтв — Геннадій Родіонов, Танзіля Узянбаєва, Алла Гільченко (Білалова), Вадим Тірон, Олег Кільмухаметов, Саліх Сулейманов, Флорида Ісмагілова та інші.

## Партії
Росії («Прекрасна мірошничка»; дебют, 1938), Батерфляй («Чіо-Чіо-сан» Дж. Пуччіні), Віолетта («Травіата» Дж. Верді), Джульєтта («Ромео і Джульєтта»), Маргарита («Фауст»; обидві — Ш.Гуно), Марфа («Царева наречена» Миколи Римського-Корсакова).
У національних операх: Аміна («Салават Юлаєв»), Ак-Жунис («Ір-Тарғын» — «Ер-Таргин» Є. Р. Брусиловського), Айхон («Витівки Майсари» С. А. Юдакова), Райхан («Качкын» — «Втікач») і Алтынчәч («Алтынчәч» — «Золотоволоска»; обидві — Н. Г. Жиганова), Танхилу («Акбузат», 1942), Карлугас (опера М. К. Чемберджі, 1941)
Виконувала романси і пісні композиторів Х. Ф. Ахметова, Р. А. Муртазіна, Н. Г. Сабітова та башкирські народні — узункюй «Ашкадар», «Зюльхізя», «Таштугай», «Хандугас» тощо.

## Пам'ять
19 травня 2011 року о 12 годині за адресою Уфа, вулиця К. Маркса, будинок № 32 відкрито меморіальну дошку народній артистці Російської РФСР та Башкирської АРСР Бану Нургаліївні Валєєвій.